# بيريسودانول
بيريسودانول (بالإنجليزية:Pirisudanol) وله الأسماء التجارية التالية: (Mentis ، Menthen ، Mentium ، Nadex ، Nadexen ، Nadexon ، Pridana ، Stivane) ، والمعروف أيضًا باسم (بيريوسكيدينول:pyrisuccideanol) ، هو إستر حمض السكسينيك للبيريدوكسين (أحد أشكال فيتامين B6) والدينول (DMAE).  تم استخدامه في أوروبا في علاج الضعف الإدراكي المعتدل وكذلك التعب والاكتئاب. 

## آلية العمل
يمارس عمل تحفيزي اختياري على الجهاز العصبي المركزي. وله تأثير استقلابي عصبي مع زيادة المقاومة لنقص الأكسجة ويسهل عمليات تنشيط القشرة الدماغية عن طريق تحفيز تكوين أستيل كولين. أما سريريًا فيحسن الانتباه، ويزيد الذاكرة ، ويحسن التنسيق الحركي النفسي وله تأثيرات مزيلة للقلق.